# Вахівська сільська рада
Вахівська сільська рада — колишній орган місцевого самоврядування у Вишгородському районі Київської області. Адміністративний центр — село Вахівка.

## Загальні відомості
Вахівська сільська рада утворена в 1919 році.
Територією ради протікає річка Здвиж.

## Населені пункти
Сільській раді були підпорядковані населені пункти:
- с. Вахівка
- с. Любидва

## Склад ради
Рада складалася з 12 депутатів та голови.

### Керівний склад попередніх скликань
| ПІБ                         | Основні відомості                                                                       | Дата обрання | Дата звільнення |
| --------------------------- | --------------------------------------------------------------------------------------- | ------------ | --------------- |
| Шкаврон Василь Андрійович   | Сільський голова, 1941 року народження, безпартійний                                    | 26.03.2006   | 31.10.2010      |
| Жарська Валентина Дмитрівна | Сільський голова, 1970 року народження, освіта середня спеціальна, член Партії регіонів | 31.10.2010   |                 |

Примітка: таблиця складена за даними джерела